# Felix Dexter
Felix Dexter (San Cristóbal, 26 de julio de 1961 – Londres, Inglaterra, 18 de octubre de 2013) fue un actor, comediante y escritor que vivió en el Reino Unido.

## Primeros años
Dexter nació en San Cristóbal, en el Caribe, y se trasladó a Londres con su familia a la edad de siete años.

## Radio
En BBC Radio 4, apareció en Down the Line (serie de radio) y protagonizó la dramatización de Delete This At Your Peril parte de The Bob Servant Emails por Neil Forsyth.

## Televisión
Los personajes y escritura cómica de Dexter se han presentado en The Lenny Henry Show, The Fast Show y The Real McCoy de la BBC.
Interpretó el papel principal de Capitán Crimson en la serie de escuelas Look and Read y también desempeñó papeles más serios en dramas como The Bill and Casualty.

## Muerte
Dexter murió el 18 de octubre de 2013. Él había estado sufriendo de mieloma múltiple.